# Riccardo Vantellini
Riccardo Vantellini (Varedo, 15 settembre 1925 – Varese, 15 giugno 2012) è stato un pianista, direttore d'orchestra e compositore italiano di canzoni, musiche e sigle per programmi televisivi e radiofonici, commedie, riviste.

## Biografia
È nato il 15 settembre 1925 a Varedo, in provincia di  Monza e Brianza. Diplomatosi al Conservatorio Giuseppe Verdi di Milano come allievo di Bruno Bettinelli e Carlo Vidusso, inizia la carriera come concertista classico nel 1948.
Negli anni '50 e '60 si afferma come direttore d'orchestra dallo stile moderno e di impronta jazzista alla radio e alla televisione e come compositore delle musiche di numerose canzoni.
Con il suo complesso orchestra le musiche nell'incisione di decine di canzoni di diversi cantanti, tra i quali Milva, Quartetto Radar, Renato Rascel, Nicola Arigliano. Scrive musiche per programmi radiofonici e televisivi e per riviste teatrali, come Una storia in blue jeans, di Gianni Grimaldo e Bruno Corbucci, con Erminio Macario, Valeria Fabrizi, Lucy D'Albert, Carlo Campanini.

### Radio
Negli anni 50 e 60 cura le musiche di diversi programmi sui canali radiofonici di Radio Rai, quali: Divertimento per orchestra, competizione musicale tra direttori d'orchestra, Le allegre canzoni degli anni Cinquanta, Maestro per favore, viaggio fra le canzoni presentato da Nunzio Filogamo, Anelli di fumo con Olga Fagnano e Franco Pucci, Canzoni in cerca di parole sempre con Olga Fagnano e Silvio Gigli, 24 in gara e Io il Signor BIanchi con Enzo Tortora, Attenti al ritmo e "Tutti in gara" , gioco musicale a premi con Mike Bongiorno, Salto con l'asta con Paolo Ferrari e Loretta Goggi, Caccia al tesoro con Delia Scala, Settimana corta, viaggio alla ricerca di nuovi talenti dello spettacolo e Caccia alla voce con Pippo Baudo, E ora l'orchestra presentato da Enrico Simonetti dirigendo l'orchestra di musica leggera di Milano della Rai.

### Festival
Al Festival della Canzone Italiana di Zurigo nel 1959 presenta la canzone, scritta con Silvana Simoni, L'amore è il più grande ideale cantata da Tonina Torrielli, (testo tedesco, Die liebe ist die sonne des lebens, cantata da Lys Assia) che si classifica al secondo posto. Nel 1960 si presenta musicando Io sono l'amore con testo scritto da Silvana Simoni e cantata da Milva. Nel 1964 dirige l'orchestra per la canzone vincitrice del Festival di Zurigo 1964 Adesso comincia la vita cantata da Michele Accidenti. Nel Festival di Zurigo 1965 dirige le canzoni presentate dalla casa discografica Carosello. Al Festival di Napoli è presente come direttore d'orchestra nel 1964.

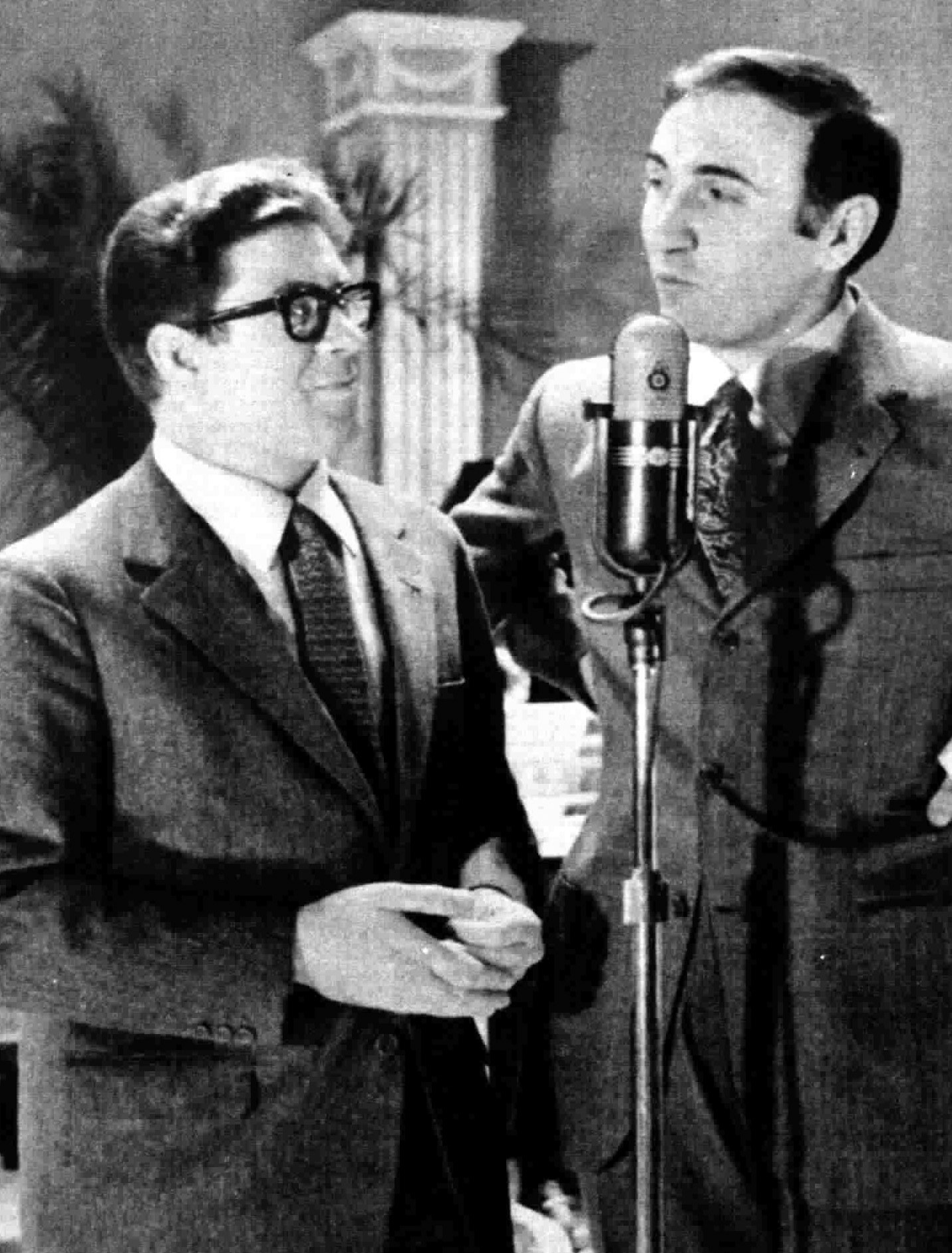
Riccardo Vantellini e Pippo Baudo durante il programma "Caccia alla voce"

Al Festival di Sanremo 1960 debutta come compositore con il brano Non sei felice, con testo scritto da Pinchi, cantato da Mina al debutto sanremese e da Betty Curtis. Per il Festival di Sanremo 1962 compone il brano Prima del Paradiso presentata da Flo Sandon's e da Edda Montanari. È presente a Sanremo per il Festival di Sanremo 1965 come direttore d'orchestra e al Festival di Sanremo 1976 come unico direttore d'orchestra, per il quale scrive la sigla iniziale Riviera "in". Nel 1976 una sua canzone con testo di Luciano Beretta, intitolata Le api del convento, partecipa allo Zecchino d'Oro 1976.

### Televisione
In un arco di tempo di circa vent'anni, si occupa della direzione musicale di numerosi programmi sulle reti Rai, quali Quattro passi tra le note, varietá musicale, Carnet di Musica, Parata Disney 1965, programma nella Tv dei ragazzi con Johnny Dorelli, come Il Nicolino, spettacolo musicale, C'era una volta la fiaba, rivista musicale di Vittorio Metz con Loretta Goggi e altri artisti, Settevoci varietá condotto da Pippo Baudo, Ciao Mamma quiz con Liana Orfei e Vittorio Adorni, Un'ora per voi, edizione speciale trasmesso sulla TSI con Corrado Mantoni.
Inoltre, nel 1970 La cugina Orietta con Orietta Berti ed Erminio Macario, nel 1973 il cabaret in TV con Il poeta e il contadino ideato da Enzo Jannacci con Cochi e Renato, Finalmente domenica, show con Pino Caruso, nel 1975 ancora con Pippo Baudo lo Spaccaquindici gioco a quiz, nel 1976 Ma che scherziamo? con Gianni Agus, sempre nel 1976 Babau '70 inchiesta sull'italiano medio e Onda libera con Roberto Benigni, nel 1978 Io Te Tu Io, rivista con Walter Chiari e Vittorio Caprioli, Scomettiamo? con Mike Bongiorno, nel 1980 Sette e mezzo, quiz presentato da Raimondo Vianello prima e da Claudio Lippi poi, nel 1982 in occasione del Campionato mondiale di calcio Buonasera con... Mondiale! con Enrica Bonaccorti, nel 1984 La porta magica con Renato Rascel, nel 1985 Shaker Shaker e Il trappolone con Daniela Poggi e Renzo Montagnani.
Di tanti di questi programmi è anche compositore delle sigle, tra cui Una domenica così cantata da Gianni Morandi e La quadriglia da Sacha Distel per Settevoci, Colpo di vento cantata da Marisa Sannia per Ciao Mamma, Che sventola di Christian per Io Te Tu Io, le sigle di Scommettiamo? e Lascia o raddoppia? seconda edizione. Esegue con il suo complesso la sigla del programma RAI L'isola del tesoro, intitolata Quindici uomini sulla cassa del morto..
Dalla metà degli anni Settanta partecipa attivamente alla nascita delle prime televisioni private, occupandosi della direzione musicale di programmi, come Il Pomofiore, prima su Telealtomilanese poi su Antennatre, o come Che tombola! su Canale 51. Alla fine degli anni Ottanta è chiamato da Gianni Brera a Telelombardia a copresentare il programma sportivo L'Accademia di Brera. Dal 1985 al 1998 è stato la colonna sonora delle selezioni zecchino d'oro in Lombardia. Con Cino Tortorella e direzione coro di Loredana Montori. Prima in Telelombardia e Telenova, infine in Antenna 3 Lombardia dove la trasmissione si è trasformata in Birimbao (zecchino d'oro+super classe+pittori si nasce). Meraviglioso e simpatico CO conduttore nonché magistrale pianista accompagnatore di tutti i bimbi cantanti che poi sarebbero arrivati a Bologna. Il sorriso il suo lait motiv con tutti i bambini!

## Discografia parziale

### 45 giri
- 1956 Strignete a 'mme - Marino Marini Durium, 10950
- 1958 Non è così - Fred Buscaglione Fonit Cetra, EP0649
- 1959 L'amore è il più grande ideale - Tonina Torrielli Fonit Cetra, EPE3097
- 1960 Non sei felice - Mina Italdisc, MH45
- 1961 Io sono l'amore - Milva Fonit Cetra, SP928
- 1965 Roma sotto la neve - Renato Rascel Carosello, CL 20143
- 1967 Una domenica così - Gianni Morandi RCA, APML 10428
- 1967 La quadriglia - Sacha Distel Pathé, AQ1360
- 1967 Colpo di vento - Marisa Sannia Fonit Cetra, SP1376
- 1967 Stasera sì Armando Savini
- 1968 Amore per la vita - Orietta Berti Polydor Records
- 1968 Qui non c'è nessuno - The Rokes ARC, AN4156
- 1968 W le donne Marcel Amont
- 1970 Sette giorni Emy Cesaroni
- 1971 Minnie - Minnie Minoprio Orange, AC801
- 1974 Consoliamoci nel tango - Walter Chiari Spark, SR823
- 1976 Le api del convento
- 1977 Che sventola - Christian Spark, SR853
- 1978 Il cavallino Michele Orange, RG506S

### 33 giri
- 1971 Delicato a te Antonella Bottazzi, LP Spark, SRLP 260 LG
- 1973 In compagnia di Walter Chiari Walter Chiari Spark, SRLP 262
- 1974 Glauco Masetti e il suo saxofono Glauco Masetti Spark, SRFL 9656
- 1979 Musiche da celebri film di Charlie Chaplin RCA, RPM33

## Direzioni d'orchestra
- 1959 All the way, Nicola Arigliano, Il Musichiere, N. 2032
- 1962 Abat Jour Milva, Cetra, SP1130
- 1964 La ragazza del fiume Milva, Cetra, SP1113
- 1964 Adesso comincia la vita Michele Accidenti, Carosello, CL 20136
- 1964 My special angel Fatima Robin's, Fox EPF 121
- 1965 Concerto a Granada Milva, Cetra, EPE 3178
- 1964 Aspettando che spiova, Maria non andare via, L'orchestra di Villa Balestra, dalla commedia Il giorno della tartaruga di Garinei e Giovannini, Renato Rascel Carosello, CL 20134
- 1965 Amica presenta le 24 canzoni del XV Festival eseguite durante la manifestazione moda Festival Sanremo 1965 Carosello, PLP 302
- 1975 I superclassifica Glauco Masetti, LP Spark, SRLP 9664
- 1978 Io te tu io Walter Chiari, LP Spark, SRLP 270
- 1983 Le grandi canzoni, Riccardo Vantellini e la grande orchestra, LP Durium, LP S 40191